# Elizabeth McIntyre
Elizabeth McIntyre (n. 5 aprilie 1965, Hanover⁠(d), New Hampshire, SUA) este o sportivă ce a reprezentat Statele Unite ale Americii, medaliată olimpică. A participat la 2 ediții ale Jocurilor Olimpice (1994, 1998) în care a câștigat o medalie de argint.